# Wanya Morris (giocatore di football americano)
Wanya Jacques-Keyshawn Morris (Grayson, 10 ottobre 2000) è un giocatore di football americano statunitense che milita nel ruolo di offensive tackle per i Kansas City Chiefs della National Football League (NFL).

## Carriera

### Kansas City Chiefs
Morris al college giocò a football a Tennessee (2019-2020) e a Oklahoma (2021-2022). Fu scelto nel corso del terzo giro (92º assoluto) nel Draft NFL 2023 dai Kansas City Chiefs. Debuttò come professionista subentrando nella gara del quarto turno vinta contro i Los Angeles Chargers. La sua stagione da rookie si chiuse con 14 presenze, di cui 4 come titolare.

## Palmarès
- Super Bowl : 1

Kansas City Chiefs: LVIII
- National Football Conference Championship: 1

Kansas City Chiefs: 2023